# Генрих II (граф Родеза)
Генрих II (фр. Henri II de Rodez; октябрь 1240 — 4 сентября 1304) — граф Родеза с 1274 года, виконт Карла и Крейселя, барон де Мерюэ, сеньор Рокфёйля, Бенавента, Вика и Мармьеса. Известен как поэт и покровитель трубадуров (в числе которых Жиро (Гираут) Рикье).
В 1285 году Генрих II как виконт Карла добился, что виконт Мюра признал его своим сюзереном и принёс оммаж по большинству владений.
В завещании, составленном незадолго до смерти, разделил свои владения между дочерьми.

## Семья
- Первая жена (брачный контракт 8 сентября 1256, свадьба 17 ноября 1259) — Маркиза де Бо, дочь Барраля де Бо, виконта де Марсель, и Сибиллы д’Андюз.
- Вторая жена (2 октября 1270) — Маскароза де Комменж (р. ок. 1250, ум. после марта 1291), дочь графа Бернара VI де Комменж.
- Третья жена (1302) — Анна де Пуатье (ум. 17 августа 1351), дочь Эймара IV, графа Валентинуа, и его второй жены Маргариты Женевской.

От первой жены — дочь:
- Изабелла (ум. не ранее 1325), виконтесса де Карла. Муж (брачный контракт 1291) — Жоффруа V де Понс.

От второй жены известно трое детей:
- Вальпурга, виконтесса де Крейсель, дама де Рокфёйль. Муж (1298) — Гастон д’Арманьяк, виконт де Фезансагэ.
- Сесиль (ок. 1272—1313), графиня Родеза. Муж (1298) — Бернар VI, граф д’Арманьяк.
- Беатриса (ум. в апреле 1315), дама де Скорайль и де Сен-Кристоф. Муж (1295) — Бернар IV, сеньор де Ла Тур.